# Vino
Vino ist eine Server-Software für Virtual Network Computing. Sie ist Bestandteil von Gnome, einer grafischen Oberfläche von Unix/Linux-artigen Systemen. Vino ermöglicht den sogenannten Remote-Desktop, d. h. die Fernsteuerung – oder auch nur das Sehen – des Desktops von einem anderen Computer aus. Einstellungen können über das grafische Programm „vino-preferences“ vorgenommen werden.
Im Gegensatz zum Remotedesktop (von Microsoft Windows) ist Vino nicht notwendig für eine zweite bzw. entfernte Anmeldung desselben oder auch eines anderen Benutzers auf der grafischen Oberfläche, wie es etwa in der Windows-Welt der ICA-Client tut. Diese Fähigkeit war im X Window System – etwa im Gegensatz zu Microsoft Windows – von Anfang an eingebaut.

## Vinagre
Vinagre ist ein zu Vino passender Remote-Desktop-Client für die Desktopumgebung Gnome.